# Felicia (personaggio)
Felicia è un personaggio immaginario della saga videoludica di picchiaduro Darkstalkers, conosciuta in Giappone come Vampire Savior, sviluppata e distribuita dalla Capcom.
Ufficialmente è nata a Las Vegas, Nevada, nel 1967 e le sue misure corrispondono a 88-61-87. Cantare, i concorsi per nuovi artisti e i gatti sono i suoi passatempi preferiti, mentre detesta i subdoli e gli approfittatori.

## Storia
Felicia nacque da una suora di nome Rose: una volta deceduta, Felicia abbandonò la sua cittadina natale e cominciò a deambulare per il mondo alla ricerca di fama come cantante e ballerina. Durante il viaggio, ebbe modo di incontrare sue simili e, unitesi in gruppo, il successo era alle porte.
In seguito, riuscirono addirittura a ottenere fondi sufficienti per la registrazione di un musical, con Felicia come stella principale.
Durante gli avvenimenti di Darkstalkers 3, si pone il dubbio di come rendere contenti anche i più bisognosi: tenendo a mente il ricordo di sua madre, Felicia decide di rendersi suora, fondando un orfanotrofio, da tutti conosciuto come "Felicity House".

## Le "Donne Gatto"
I membri di questa razza antropomorfa, una volta nate, hanno l'aspetto di bambini normali, ma, tra i quattro e i dieci anni, spuntano loro peli, orecchie e coda, ognuna con un particolare proprio, oltre che essere in grado di trasformarsi in gatti, per destare nessun sospetto.
Olfatto, tatto e sensi in generale sono meglio sviluppati degli esseri umani, di solito il primo viene usufruito per il riconoscimento di propri simili. Il sole è loro acerrimo nemico, non letale ma loro fonte di grattacapi.
Il nome stesso indica la mancanza di individui maschili. Esse si riproducono con gli esseri umani normali, ma i figli partoriti nascono come bambini normali. Evidentemente, i maschi di questa specie (presupposti cat-men) non compariranno mai sulla terra.
Inoltre, il design di Felicia è liberamente ispirato alla poesia di Edward Field del 1967 La maledizione della donna gatto.

## Apparizioni
- Darkstalkers: The Night Warriors (conosciuto in Giappone come Vampire: The Night Warriors)
- Night Warriors: Darkstalkers' Revenge (conosciuto in Giappone come Vampire Hunter: Darkstalkers' Revenge)
- Super Puzzle Fighter II Turbo
- Night Warriors: Darkstalkers' Revenge (serie OVA anime composta da quattro episodi)
- Darkstalkers 3 (conosciuto in Giappone con il titolo Vampire Savior: The Lord of Vampire)
- Pocket Fighter
- SNK vs. Capcom: The Match of the Millennium
- Marvel vs. Capcom 2: New Age of Heroes
- Capcom Fighting Evolution (conosciuto in Giappone e in Europa con il titolo Capcom Fighting Jam)
- Darkstalkers Chronicle: The Chaos Tower (conosciuto in Giappone con il titolo Vampire Chronicle: The Chaos Tower)
- Vampire: Darkstalkers Collection (pubblicata esclusivamente in Giappone)
- Namco × Capcom - Felicia è in coppia con King II, allievo del primo King; è in assoluto l'unico team che mischia un personaggio Capcom con uno della Namco (pubblicato esclusivamente in Giappone)
- Cross Edge (abbreviato in X-Edge)
- Marvel vs. Capcom 3: Fate of Two Worlds
- Ultimate Marvel vs. Capcom 3 (versione aggiornata di Marvel vs. Capcom 3: Fate of Two Worlds, che va ad aggiungere 12 personaggi supplementari)
- Darkstalkers Resurrection (raccolta che comprende in grafica HD il secondo e il terzo capitolo della serie Darkstalkers, ovvero Night Warriors: Darkstalkers' Revenge e Darkstalkers 3)